# Vaquer bronzat
El vaquer bronzat (Molothrus aeneus) és un ocell de la família dels ictèrids (Icteridae).

## Hàbitat i distribució
Habita matolls, terres de conreu, pastures, ciutats i boscos de ribera de les terres baixes i altes des del sud-est de Califòrnia, oest i sud d'Arizona i sud de Nou Mèxic, oest i sud de Texas i sud-est de Louisiana, Mèxic incloent la península de Yucatán, però absent de Baixa Califòrnia, fins Panamà.